# Тритагоніст
Тритагоніст — третій за значимістю персонаж драми у давньогрецькому театрі, після протагоніста і дейтерагоніста.
Як персонаж тритагоніст може виступати в якості підбурювача або причини страждань головного героя. Незважаючи на те, що це персонаж, що викликає найменше співчуття, він служить причиною ситуацій, що викликають жалість і співчуття до головного героя.
Тритагоніст з'явився після ранніх форм драм з двома акторами. Аристотель в «Поетиці» говорить, що це зробив Софокл, ввівши в спектакль також декорації (в той час, як дейтерагоніста ввів Есхіл). У той час, як використання двох героїв дозволяло задіяти тільки основного персонажа і його супротивника, передача ролі противника третьому акторові (тритагоністу) дозволила другому акторові (дейтерагоністу) грати ролі прихильника або помічника протагоніста, і тим самим домогтися від головного героя більшої глибини, оскільки він тепер міг вербально висловити слухачеві на сцені свої почуття і мотиви.